# Stanki (Silésie)
Pour l’article homonyme, voir Stanki (Opole).
Stanki est une localité polonaise de la gmina de Krzepice, située dans le powiat de Kłobuck en voïvodie de Silésie.